# Монток (Железная дорога Лонг-Айленда)
Монток — конечная станция пассажирской линии Монток Железной дороги Лонг-Айленда (англ. Long Island Rail Road).

## История
На станции Монток проходили съёмки кадров фильма Вечное сияние чистого разума (в главной роли Джим Керри и Кейт Уинслет).
Шум двигателей поездов, оставляемых на холостом ходу в течение длительного времени на станции, вызывает озабоченность у местных жителей, которые образовали группу под названием the Montauk Anti-Pollution Coalition в 2003 году. Железная дорога Лонг-Айленда начала решать эту проблему только в 2009 г. 25 февраля 1999 года на станции произошёл сход состава с рельсов и разлив более 2000 галлонов дизельного топлива. Загрязнённая почва была перевезена на территорию бывшей военно-морской базы Монток, складирована на бетонную подушку в окружении нефтяного абсорбента и покрыта пластиком.

## См.также
- Дело индейского племени Монтокетт против компании Long Island Rail Road (LIRR) в 1879 г.
- Монтокский монстр